# داني بيو
داني بيو (بالإنجليزية: Danny Pugh)‏ (مواليد 19 أكتوبر 1982 في تشيدل هولم - إنجلترا) لاعب كرة قدم إنجليزي يلعب حاليا لصالح نادي الدرجة الممتازة ستوك سيتي الإنجليزي منذ 2008 في مركز الوسط المحوري كما يجيد اللعب في مركز الظهير الأيسر .

## روابط خارجية
- داني بيو على موقع قاعدة بيانات كرة القدم.إي يو (الإنجليزية)
- داني بيو على موقع Soccerbase.com (لاعب) (الإنجليزية)
- داني بيو على موقع عالم كرة القدم.نت (الإنجليزية)
- داني بيو على موقع كووورة